# Дроздов, Пётр Степанович
Пётр Степанович Дроздов (5 июля 1900, д. Бобры, Иваново-Вознесенская губерния — 2 ноября 1937, Москва) — советский историк, заместитель главного редактора журнала «Историк-марксист». Известен как критик исторической школы М.Н. Покровского. Расстрелян в 1937 году. Реабилитирован посмертно.

## Биография
Родился в семье приказчика фабрики, служившего у промышленников Лаптевых. В детстве и юности проживал в городе Касимове Рязанской губернии. После революции Петр Дроздов работал агитатором в губернском военкомате, учителем начальной школы в Касимовском уезде. С 1919 г. Дроздов — преподаватель политграмоты и обществоведения Калужских пехотных командных курсов, Московской военно-технической школы, военной школы им. ВЦИК, высшей военно-педагогической школы. Преподавательскую деятельность дополняли учеба сначала в Калужском Институте Народного образования, затем на факультете общественных наук МГУ, а с 1925 г. – в Институте Красной Профессуры.
По окончании института Дроздов был назначен заведующим кафедрой истории СССР Комуниверситета им. Я.М. Свердлова. В 1932 г. Дроздова отправили в Свердловск заместителем директора местного института марксизма-ленинизма. В сентябре 1934 г. в связи с подготовкой новых учебников по истории Дроздов был возвращен в Москву и работал заведующим кафедрой истории СССР Института красной профессуры и заместителем заведующего кафедрой истории Высшей школы пропагандистов при ЦК ВКП(б).
До ареста проживал: Москва, Тружеников пер, дом 4, кв. 58.
Арестован 26 июля 1937 года. Обвинен в «участии в антисоветской террористической организации правых и вербовке в организацию новых членов». Приговорен к расстрелу 2 ноября 1937 года и расстрелян в тот же день. Место расстрела: Москва, Донское кладбище. Внесен в Сталинский расстрельный список от 27 октября 1937 года по 1-й категории, подписанный начальником 8 отдела ГУ ГБ НКВД СССР старшим майором государственной безопасности Цесарским и утвержденный Сталиным, Молотовым, Кагановичем и Ворошиловым. Место захоронения – могила № 1 Донского кладбища в Москве. Определением ВКВС СССР от 15 июня 1957 г. реабилитирован.

## Научная и общественная деятельность
П.С. Дроздов был заместителем главного редактора журнала «Историк-марксист», который в 1933-1938 возглавлял Н.М. Лукин, сменивший скончавшегося М.Н. Покровского. Этот журнал выходит в настоящее время под названием «Вопросы истории». На страницах журнала «Историк-марксист» П.С. Дроздов выступил с критикой исторической концепции и школы М.Н. Покровского. П.С. Дроздов критиковал М.Н. Покровского за его экономический подход к истории, объявлявшийся им единственно марксистским. Подробное изложение критики Покровского П.С. Дроздов представил в статье "Историческая школа Покровского" в газете «Правда» от 28 марта 1937 года, № 86 (7052). Статья, очевидно, была поддержана кем-то из представителей власти, но сразу после этого (в апреле) прозвучали обвинения в "двурушничестве и троцкизме" Дроздова, что привело к аресту в июле.
П.Н. Милюков, министр иностранных дел Временного правительства, упоминает П.С. Дроздова в статье «Величие и падение Покровского (Эпизод из истории науки в СССР)».
П.С. Дроздов – автор учебника «Очерки по истории классовой борьбы в Западной Европе и в России в XVIII-XX веках» для рабфаков, техникумов и военных школ (IV издание – 1929 г.).